# Брендон Макналти
Брендон Александер Макналти (енгл. Brandon Alexander McNulty; 2. април 1998) амерички је професионални бициклиста који тренутно вози за UCI ворлд тур тим УАЕ тим емирејтс ХРГ. Освојио је два пута првенство САД у вожњи на хронометар, док је по једном освојио Ђиро ди Сицилију, Класик Суд—Ардеш, Вуелта а ла комунидад Валенсијану, Гран при Мигел Индураин и Тур де Полоње. Остварио је једну етапну побједу на Ђиро д’Италији.

## Каријера
Освојио је четири медаље на Свјетском друмском првенству у вожњи на хронометар, двије као јуниор и двије у категорији до 23 године. Након што је 2016. године освојио златну медаљу, постао је четврти амерички возач који је освојио златну медаљу на Свјетском првенству у вожњи на хронометар за јуниоре, након Едија Меркса, Џефа Еваншајна и Тејлора Финија. Каријеру је почео 2017. а 2019. је освојио Ђиро ди Сицилија трку, док је 2020. године возио своју прву гранд тур трку — Ђиро д’Италију. Године 2022. остварио је етапну побједу на Париз—Ници и освојио је класик Суд—Ардеш, док је Тур де Франс завршио на 20 мјесту, радећи за Тадеја Погачара.
Године 2023. остварио је етапну побједу на Ђиро д’Италији, што је била његова прва побједа на гранд тур тркама, а затим је освојио првенство САД у вожњи на хронометар по први пут. Године 2024. освојио је Вуелта а ла комунидад Валенсијана трку и Гран при Мигел Индураин.